# Giuseppe Prezzolini
Giuseppe Prezzolini (Perugia, 27 de enero de 1882 – Lugano, 14 de julio de 1982) fue un periodista, escritor y editor italiano.

## Vida y obra
Nacido «por casualidad» (como le gustaba decir) en Perugia, hijo de padres nativos de Siena, Prezzolini viajó mucho durante su juventud debido al oficio de su padre, Luigi, quien era prefecto del Reino de Italia. Su madre falleció cuando era un niño, por lo que pasó sus primeros años de vida estudiando en la biblioteca de su padre. Poco después este también falleció, por lo que Prezzolini comenzó a trabajar de periodista y editor cuando tenía veintiún años de edad.
A inicios del siglo XX, viajó a París, donde entró en contacto con algunos de los grandes personajes de la cultura francesa de la época, tales como Georges Sorel y Henri Bergson. Antes de partir hacia Francia, había conocido a Giovanni Papini, junto al cual fundó en 1903 la revista Leonardo, publicada hasta el año 1908. Otra de las influencias sobre su visión cultural fue Benedetto Croce. En 1908 fundó la revista literaria La Voce, en la que trabajaría hasta 1913, y que durante su período de existencia (su publicación terminó en 1916) abarcó temas tales como la literatura, la política y la sociedad. Numerosas personalidades de Italia participaron en su redacción. 
Participó en la Primera Guerra Mundial como capitán del Ejército italiano. En 1929 se mudó a los Estados Unidos, donde estudió en la Universidad Columbia, en Nueva York. Permaneció en Estados Unidos durante veinticinco años; luego, regresó a Italia y se afincó en la Costa Amalfitana, en Vietri sul Mare.
Continuó su trabajo como escritor y periodista en Il Resto del Carlino. En 1968 se mudó a Lugano, donde falleció, a los cien años de edad, en 1982. 
Entre sus principales obras se encuentran Dopo Caporetto (1919) y Vittorio Veneto (1920), ambos homenajes; también trabajó en conjunto, como en La cultura italiana (escrito con Giovanni Papini, 1906). Otras obras importantes fueron la biografía Benito Mussolini (1924), Vita di Niccolò Machiavelli fiorentino (1927), America in pantofole (1950), L'italiano inutile (1953), Diario 1942-1968 (1980) y Manifesto dei conservatori.

## Obras
- Dopo Caporetto. Roma, La Voce, 1919.
- Vittorio Veneto. Roma, La Voce. 1920.
- 'La coltura italiana" - Florencia - Soc. An.Editrice "La Voce".  1923 - Prima edizione
- Benito Mussolini. Roma, Formiggini, 1924.
- Mi pare.... Fiume, Edizioni Delta. 1925.
- Giovanni Amendola. Roma, Formiggini, 1925.
- La cultura italiana. Segunda edición. Milán, Edizioni Corbaccio, 1930.
- Manifesto dei conservatori. Milán, Rusconi, 1972.
- La Voce, 1908-1913. Milán, Rusconi, 1974.
- Carteggio. 1: 1907-1918 Giuseppe Prezzolini, Ardengo Soffici. A cura di Mario Richter. Roma, Edizioni di  Storia e Letteratura, 1977. (Scheda libro)
- Carteggio. 2: 1920-1964 Giuseppe Prezzolini, Ardengo Soffici. A cura di Mario Richter e Maria Emanuela Raffi. Roma, Edizioni di  Storia e Letteratura, 1982.
- Diario, 1900-1941. Milán, Rusconi, 1978.
- Diario, 1942-1968. Milán, Rusconi, 1980.
- Diario, 1968-1982. Milán, Rusconi, 1999.
- L'Italia finisce, ecco quel che resta. Milán, Rusconi, 1994. ISBN 8818700693.
- Vita di Niccolò Machiavelli fiorentino. Milán, Rusconi, 1994. ISBN 8818700871.
- L'italiano inutile. Milán, Rusconi, 1994. ISBN 8818700707.
- Intervista sulla Destra. Milán, Mondadori, 1994. ISBN 8804387246.
- Codice della vita italiana, Robin, 2003. ISBN 8873710220.
- Addio a Papini. Con Ardengo Soffici, a cura di M. Attucci e L. Corsetti. Poggio a Caiano - Prato, Associazione Culturale Ardengo Soffici - Pentalinea, 2006. ISBN 88-86855-41-9.